# Voorgoed voorbij
Voorgoed voorbij – utwór holenderskiej wokalistki Corry Brokken, nagrany w 1956 roku i napisany przez Jellego de Vriesa. Singiel był jedną z dwóch propozycji, które reprezentowały Holandię podczas pierwszego Konkursu Piosenki Eurowizji w tym samym roku.
Podczas konkursu, który odbył się 24 maja 1956 roku w Teatro Kursaal w szwajcarskim Lugano, utwór został wykonany jako ósmy w kolejności. Dyrygentem orkiestry podczas występu został Fernando Paggi. Z powodu niezachowania się oficjalnych wyników finału konkursu, nieznany jest końcowy rezultat piosenki w ogólnej klasyfikacji.
W 1983 roku swoją wersję numeru nagrała holenderska wokalistka Bonnie St. Claire, która umieściła utwór na stronie b winylowego wydania singla Kwart voor eén.